# Henry Tizard
Pour les articles homonymes, voir Tizard.
Sir Henry Thomas Tizard (23 août 1885 à Gillingham, Kent – 9 octobre 1959 à Fareham, Hampshire) fut un chimiste et inventeur anglais, ainsi que le recteur de l'Imperial College.
Son ambition de rejoindre la marine est contrariée par une mauvaise vue, et, à la place, il fait des études à Westminster School et au Magdalen College d'Oxford, où il étudie les mathématiques et la chimie, et où il effectue des travaux sur les indicateurs colorés et la cinétique des gaz en 1911.

## Première Guerre mondiale
« Le secret de la science », dit-il un jour, « est de poser la bonne question, et c'est le choix du problème, plus que toute autre chose, qui marque l'homme de génie en science. » Le problème qu'il choisit est celui de l'aéronautique. À la déclaration de la Première Guerre mondiale, il rejoint d'abord l'artillerie de la Garnison royale (où ses méthodes d'entraînement sont renommées pour leur bizarrerie), puis il devient officier pour l'équipement expérimental du Royal Flying Corps, et apprend à piloter — apparemment sa vue s'est améliorée — se faisant son propre pilote d'essai pour ses observations aérodynamiques. Quand son supérieur Bertram Hopkinson est muté au ministère des Munitions, Tizard l'accompagne. Quand Hopkinson meurt en 1918, Tizard prend son poste. Il sert dans la Royal Air Force de 1918 à 1919.
Après la guerre, il est nommé maître de conférences en thermodynamique chimique à l’université d'Oxford, où il fait des expériences sur la composition des carburants, en vue de trouver des composés résistants au gel, et moins volatils, inventant le concept d'« indice de toluène », ce que l'on appelle maintenant l'indice d'octane. Après ce travail (en grande partie pour Shell), il reprend du travail pour le gouvernement, comme secrétaire assistant au département de la Recherche scientifique et industrielle. Ses succès à ce poste (après une promotion de secrétaire permanent) comprennent la création du National Physical Laboratory de Teddington, la nomination d'un directeur de la recherche scientifique de l'armée de l'air (H. E. Wimperis), et finalement, la décision de partir pour devenir recteur de l'Imperial College, à Londres, en 1929, poste qu'il occupe jusqu'en 1942.

## Seconde Guerre mondiale
En 1933, Tizard est nommé président de la Commission de la recherche aéronautique, et occupe ce poste pendant la plus grande partie de la Seconde Guerre mondiale. Il surveille le développement du RDF (Radio-Direction Finding, ou détermination par radio de la direction) après la démonstration par Robert Watson-Watt, mieux connu aujourd'hui sous le nom de radar, et s'en fait le défenseur pendant la montée de la guerre.
En 1940, il a un entretien ultra-secret avec Winston Churchill, qui écarte son opposition au point de vue de Reginald Victor Jones, selon qui les Allemands ont mis au point un système d'aide par faisceaux d'ondes radio au bombardement de la Grande-Bretagne (bataille des faisceaux, Knickebein). Il organise alors ce qui sera connu sous le nom de mission Tizard aux États-Unis, où il révèle aux Américains les performances du magnétron à cavité résonnante et à cathode à oxyde, récemment développé grâce aux efforts conjugués du laboratoire de Marcus Oliphant à Birmingham et du laboratoire de la Société française radio-électrique et d'autres développements britanniques sur le radar, le moteur à réaction de Whittle, et le projet britannique Tube Alloys.

## Après-guerre
Il retourne au Ministère de la Défense en 1948 comme Conseiller scientifique en chef, poste qu'il gardera jusqu'en 1952. Nick Pope, du Ministère de la Défense, affirme que « Le projet OVNI du Ministère de la Défense a ses sources dans une étude lancée en 1950 par le grand scientifique des radars Sir Henry Tizard, alors Conseiller scientifique en chef du Ministère. Sur son insistance sur le fait que les détections d'OVNI ne peuvent pas être négligées sans quelque forme d'étude scientifique, le département met sur pied la commission au nom le plus merveilleux qui ait existé dans la fonction publique : le « groupe de travail des soucoupes volantes » ».
Tizard avait suivi avec intérêt le débat officiel sur les fusées fantômes et était intrigué par la couverture croissante dans les médias des détections d'OVNI au Royaume-Uni, aux États-Unis et d'autres parties du monde. Sous son autorité de Conseiller scientifique en chef du Ministère de la Défense, il décida que ce sujet ne devait pas être négligé sans une recherche officielle rationnelle. Il consentit donc à ce qu'un petit groupe de travail de la commission conjointe du Renseignement technique de la direction du renseignement scientifique (DSI/JTIC) soit mis sur pied pour étudier le phénomène. Ce groupe fut en effet mis en place sous le sobriquet de « groupe de travail des soucoupes volantes ». Les comptes-rendus du DSI/JTIC sur ce développement historique sont les suivants :
Après discussion il est décidé que le groupe de travail doit comprendre des représentants de DSI1, ADNI(Tech), MI10 et ADI(Tech). Il est aussi décidé qu'il faudra probablement consulter à un certain moment le département de la Météorologie et la section de recherche opérationnelle du commandement des bombardiers de la RAF, mais que ces deux corps n'ont pas besoin de nommer des représentants dès maintenant. »
Après la guerre, Tizard a aussi les postes de président de la commission de politique de recherche de défense, ainsi que de l'Association britannique pour l'avancement de la science. Il meurt en 1959. Ses archives sont déposées à l'Imperial War Museum à Londres.